# Dahmer (Film)
Der Psychothriller Dahmer aus dem Jahr 2002 erzählt die Biografie und die Morde des US-amerikanischen Serienmörders Jeffrey Dahmer.

## Handlung
Die Handlung des Films beginnt in einer Schokoladenfabrik in Milwaukee, Wisconsin: Der junge weiße Jeffrey Dahmer führt ein unauffälliges Leben als Fließbandarbeiter. In seiner Freizeit hält er Ausschau nach jungen, meist homosexuellen Männern. Er spricht diese in Kaufhäusern, Bars, Kneipen und anderen öffentlichen Orten an und lädt sie zu sich nach Hause ein. Dort betäubt er sie mit Getränken. Zunächst fotografiert er sie, masturbiert anschließend und verübt an ihnen sadistische Experimente, bevor er sie ermordet. 17 Männer tötet er auf diese Art und Weise im Großraum von Milwaukee.
Gleichzeitig hinterfragt er jedoch seine Taten und entschuldigt sie mit der Scheidung seiner Eltern und der fehlenden Anerkennung aus seinem Elternhaus.
Erst als der junge Afroamerikaner Rodney aus der Wohnung Dahmers entkommen kann, gelingt es den Beamten, ihn zu verhaften.
Der Film schließt mit dem Hinweis, dass Jeffrey Dahmer 1994 von einem Mitinsassen ermordet wurde, nachdem er zwei Jahre seiner lebenslangen Haftstrafe abgesessen hatte.

## Hintergrundinformationen
Mit gezielten Filmschnitten wird auch die Jugend Dahmers gezeigt, seine Beziehung zu seinen Eltern und versucht so zumindest Anhaltspunkte für sein späteres Handeln zu geben.
Obwohl das Drehbuch die tatsächlichen Ereignisse wiedergibt, sind die Namen der Opfer aus Persönlichkeitsrechten verändert worden. So hieß Rodney in Wahrheit Tracy Edwards, und Dahmers erstes Opfer nicht Lance Bell, sondern Steven Hicks.
Zu Tracy Edwards, der im Film Rodney darstellt, muss angemerkt werden, dass dieser in Wirklichkeit 32 Jahre alt war, im Film jedoch von einem 21-jährigen Schauspieler verkörpert wurde.
Gedreht wurde der Film in Los Angeles und an Originalschauplätzen in Milwaukee. Der Film, dessen Produktionskosten USD 250.000 betrugen, spielte nach zwei Vorstellungen – die Premiere fand am 21. Juni 2002 statt – USD 16.093 ein und kommt auf ein Gesamteinspielergebnis von USD 144.008.
Die Maskeneffekte kreierten Christien Tinsley und Kelley Mitchell, die zwei Jahre später, 2004, das Makeup zu Mel Gibsons Die Passion Christi lieferten.

## Auszeichnungen
- Independent Spirit Award (Nominierung für Jeremy Renner als Bester Hauptdarsteller)
- Independent Spirit Award (Nominierung für Artel Kayàru als Bester Newcomer)
- Independent Spirit Award für den besten Film (John Cassavetes Award) (Nominierung von Larry Rattner und David Jacobson)